# Gumprecht II. von Neuenahr-Alpen
Gumprecht II. (IV., V.) von Neuenahr-Alpen (* um 1503; † 1555, vor dem 10. September) war durch Erbe als Gumprecht V. Kölner Erbvogt sowie regierender Graf von Limburg und Herr von Linnep.

## Abstammung
Gumprecht II. (IV.) kam um das Jahr 1503 als Sohn des Grafen Gumprecht I. (III.) von Neuenahr-Alpen (* nach 1461; † 1504) und dessen Ehefrau Gräfin Amalia von Wertheim (* um 1460; † um 1532) zur Welt.

## Leben
Nach dem Tod des Vaters im Jahr 1504 erbte Gumprecht einen Teil des Kondominium der Grafschaft Limburg, Alpen, Helpenstein, Schloss Linnep sowie die Kölner Erbvogtei. Vormünder waren zunächst Domdechant Philipp von Dhaun-Oberstein (1463–1515), der 1508 als Philipp II. Erzbischof von Köln wurde, und Graf Philipp II. von Waldeck (1453–1524), später sein Onkel 2. Grades Graf Wilhelm II. von Neuenahr († 1552). Die Vormünder verglichen sich 1505 mit Graf Johann von Limburg-Broich († 1511) über die Ansprüche ihres Mündels auf die Grafschaft Limburg. Möglicherweise hatte Erzbischof Philipp II. von Daun-Oberstein 1511 zunächst Anton von Glesch, Sohn des Kölner Bürgermeisters Hermann von Glesch, als Vormund des Grafen von Neuenar zum Hofrichter, Vogt und Schultheis der Erbvogtei in Köln bestellt.
1515 wurde „Domicellus Gombertus Comes de Nuwenar et praefectus civitatis Coloniensis, dominus in Alpen“ zusammen  mit seinem Bruder Friedrich an der alten Universität Köln (Universitas Studii Coloniensis) immatrikuliert.
Seit etwa 1522 stritt sich Gumprecht II. von Neuenahr als Kölner Erbvogt mit dem Kapitel von St. Kunibert über verschiedene Gerechtsame des Fronhofs in Mauenheim. Im Mai und Juni 1527 war er Mitglied der Delegation, die Herzogin Sibylle von Jülich-Kleve-Berg auf ihrer Brautfahrt zu Johann Friedrich I. von Sachsen nach Torgau begleitete und Augenzeugin des Turniers von Torgau war, dem auch Martin Luther und Philipp Melanchthon beiwohnten. 1530 nahm „Graff Gunprecht von Newenaer“ im Gefolge des Erzbischofs Hermann V. von Wied (1477–1552; reg. 1515–1547) am Augsburger Reichstag und im Januar 1531 an den Krönungsfeierlichkeiten für Ferdinand I. in Aachen teil. Gumprecht II. (IV.) von Neuenahr spielte wie sein Verwandter Wilhelm II. von Neuenahr eine maßgebliche Rolle in der kurkölnischen Politik; er galt als reformfreudig und war protestantisch gesinnt.
Gumprecht II. von Neuenahr versuchte in den 1520/30er Jahren, die Herrlichkeiten Arsbeck („Orsbeck“) und Rödgen sowie Güter in Wassenberg und Birgelen im Herzogtum Jülich, die 1434 von seinem Urgroßvater Dietrich von Linnep und Helpenstein († 1445/46) für 600 oberländische rheinische Gulden an Wilhelm von Vlodrop (* um 1396; † 1458 oder * um 1410; † 1493) verpfändet worden waren, von den Erben des Johann von Vlodrop (* um 1445; † 1519) wieder auszulösen. Nach einem Prozess vor dem Reichskammergericht, der an den Herzog von Jülich als Landesherrn verwiesen wurde, entschied Wilhelm V. von Jülich-Kleve-Berg am 1. Dezember 1540 letztlich für Neuenahr.
Im Jahr 1546 erbte er, gemäß dem Ehevertrag vom 20. November 1542 mit Amöna von Daun, nach dem Tod ihres Vaters Wirich V. von Daun-Falkenstein den Rest des Kondominiums von Limburg. Damit war die Grafschaft nach fast neun Jahrzehnten wieder unter einer Hand. Schon im gleichen Jahr, am 17. Mai bekam er von Herzog Wilhelm V. von Jülich-Kleve-Berg das Lehen.
Gumprecht II. von Neuenahr wurde 1548 von Georg von Westhofen d. Ä. zu Letmathe beschuldigt, den Landfrieden gebrochen zu haben, weil er dessen Söhne Adrian und Georg von Westhofen d. J. festgenommen hatte. Nach der Ermordung Adrians von Westhofen (1520–1550) durch Heinrich von dem Westhofe († 1580) zu Haus Hennen (Iserlohn-Hennen) bei einem Überfall in Dröschede fertigte Gumprecht II. von Neuenahr 1551 einen Bericht für das Gerichtsverfahren an.
1550 unterschrieb und siegelte Gumprecht II. die Kölner Erblandesvereinigung. Er und seine Frau nahmen 1553 die vor der Pest aus Köln geflohenen Jungfern Veronika († 1553) und Katharina vom Juden († nach 1558) in Hackenbroich auf. Sie waren Töchter des verstorbenen Kölner Schöffen Johann von Judden d. Ä. († 1548/58) und seiner Frau Anna von Schiderich († nach 1561), Enkelinnen des Amtmanns Dr. Dietrich von Schiderich und der Anna Sudermann.
Als Vormund der Kinder des verstorbenen Gumprechts II. fungierte zunächst Johann von der Hövelich, Drost zu Alpen, später Hermann von Neuenahr. Hermann und Amöna von Daun verkauften 1560 als Vormünder die Herrschaft Arsbeck mit Rödgen für 5500 Kaisergulden an Wilhelm V. von Vlodrop († 1564), Herr zu Rickolt und Leuth, der sie 1561 an Herzog Wilhelm V. weitergab.

## Ehen und Nachkommen
⚭ (I) 14. Februar 1528 mit Anna von Bronckhorst († 1. Oktober 1529), Tochter von Friedrich von Bronckhorst (1456–1508) und Mechthild van den Bergh († um 1539), Schwester des Joost von Bronckhorst (1503–1553)

⚭ (II) 19. März 1536 mit Cordula (Karda) (* 1516; † 20. November 1542), Tochter von Jobst I. von Holstein-Schauenburg und Maria von Nassau-Dietz (1491–1547)

- Amalia (* 6. April 1539 in Alpen; † 10. April 1602)

⚭ 1557 Heinrich von Brederode (* 20. Dezember 1531; † 15. Februar 1568)
⚭ 25. April 1569 Friedrich III. von der Pfalz (* 14. Februar 1515; † 26. Oktober 1576)
⚭ (III) 20. November 1542 mit Amöna (* um 1520; † um 1582), Tochter von Wirich V. von Daun-Falkenstein und Irmgard von Sayn († 1551), der Adoptivtochter von Johann von Limburg-Broich

- Magdalena (* 1553; † 13. Januar 1627)

⚭ 26. Juli 1573 mit Arnold II. von Bentheim-Tecklenburg (* 10./11. Oktober 1554; † 11. Januar 1606)
- Adolf (* um 1545; † Oktober 1589)

⚭ 1575 Anna Walburga von Neuenahr (* 1522; † 25. Mai 1600)
Gumprechts Witwe Amöna besiegelte 1555 die Eheberedung von Margarethe, natürlicher Tochter zu Neuenahr, mit Heinrich Öde, Bürger von Köln. 1574 nahm sie in Neuburg an der Donau an der Hochzeit der Prinzessin Anna von Jülich-Kleve-Berg mit dem Pfalzgrafen Philipp Ludwig von Pfalz-Neuburg teil.